# Ovanåker (Gemeinde)
Koordinaten: 61° 22′ N, 15° 54′ O

Ovanåker ist eine Gemeinde (schwedisch kommun) in der schwedischen Provinz Gävleborgs län und der historischen Provinz Hälsingland. Der Hauptort der Gemeinde ist Edsbyn. Durch die Gemeinde führt die Bahnstrecke Orsa–Bollnäs.

## Geographie
Die Gemeinde liegt im Vorland des Skandinavischen Gebirges. Es ist ein leicht gewelltes, waldbedecktes Gebiet, das im Norden ansteigt. Der Fluss Voxnan und dessen Zufluss Gryckån fließen in Mäandern durch die Gemeinde. In den nicht ausgebauten Teilen des Flusses gibt es mehrere Stromschnellen.

## Wirtschaft
In der Gemeinde Ovanåker dominiert die holzverarbeitende Industrie. Wichtige Industrieorte sind Edsbyn, Alfta und Viksjöfors.

## Politik
Die Wahl zum Gemeindeparlament am 17. September 2006 ergab folgendes Ergebnis. In Klammern jeweils die Ergebnisse von 2002.
| Partei                   | Stimmen     | Prozent       | Mandate |
| Moderata samlingspartiet | 537 (481)   | 7,37 (6,31)   | 3 (3)   |
| Centerpartiet            | 2630 (2672) | 36,10 (35,03) | 15 (14) |
| Folkpartiet liberalerna  | 295 (506)   | 4,05 (6,63)   | 2 (3)   |
| Kristdemokraterna        | 788 (1017)  | 10,82 (13,33) | 4 (5)   |
| Socialdemokraterna       | 2575 (2180) | 35,35 (28,58) | 15 (12) |
| Vänsterpartiet           | 308 (433)   | 4,23 (5,68)   | 2 (2)   |
| Miljöpartiet de Gröna    | 59 (320)    | 0,81 (4,20)   | 0 (2)   |
| Andere                   | 93 (19)     | 1,28 (0,25)   | 0 (0)   |